# MAN NG 272
Pour le modèle suivant, voir MAN NG 272(2).
Le MAN NG 272 est un autobus articulé construit par MAN de 1990 à 1992.

## Histoire
Le MAN NG 272 est présenté en 1990, il s'agit d'un autobus articulé à plancher bas, il correspond au MAN NL 202.
En 1992 le MAN NG 272 est remplacé par le MAN NG 272(2) et la production s'arrête.

## Caractéristiques techniques
Cet autobus possède 51 ou 55 places assises.
- Longueur             = 17,940 m
- Largeur              = 2,500 m
- Hauteur              = 2,872 m
- Poids à vide         = 28,000 t